# グリーンファーム
株式会社グリーンファーム（Green Farm Co. Ltd.）は、日本中央競馬会に馬主登録をしているクラブ法人である。愛馬会法人「株式会社グリーンファーム愛馬会」より匿名組合契約に基づく競走馬の現物出資を受けて、中央競馬などの競走に出走させている。
勝負服の柄は緑、黒三本輪で、永田雅一の勝負服色を永田の遺族の了承を得て受け継いだもの。冠名は「グリーン」で前後どちらにも付いていたが、近年はあまり用いていない。

## 主な所有馬

### 現役馬
- セブンカラーズ - 2022年ゴールドウィング賞、2023年スプリングカップ、東海クイーンカップ、東海ダービー、2024年お松の方賞、2025年若草賞土古記念、佐賀ヴィーナスカップ[1]
- ハーツコンチェルト ‐ 2023年東京優駿 3着
- プリフロオールイン - 2023年ネクストスター高知、金の鞍賞、2024年黒潮皐月賞、高知優駿、黒潮菊花賞、2025年二十四万石賞
- アンデスビエント - 2024年関東オークス

### 引退馬
- ゴールドマウンテン - 1994年阪急杯、1994年札幌スプリントステークス
- ブラボーグリーン - 1998年京阪杯
- セレクトグリーン - 1999年根岸ステークス
- クィーンスプマンテ - 2009年エリザベス女王杯
- ジュエルオブナイル - 2009年小倉2歳ステークス
- バウンシーチューン - 2011年フローラステークス
- アースサウンド - 2012年オーバルスプリント
- パワーストラグル - 2010年白山大賞典
- マキシマムドパリ - 2017年愛知杯、マーメイドステークス[2][3]
- アンデスクイーン - 2019年ブリーダーズゴールドカップ、レディスプレリュード、2020年エンプレス杯
- ボールライトニング - 2015年京王杯2歳ステークス[4]

## グリーンファーム愛馬会（愛馬会法人）
代表者は河野二郎（元衆議院議長：河野洋平の次男）である。尚、河野家は那須野牧場のオーナーブリーダーとして競馬界で知られている。
募集馬は社台ファーム及び那須野牧場生産馬が中心である。